# أربعاء الرماد (قصيدة)
أربعاء الرماد (بالإنجليزية: Ash Wednesday)‏ أول قصيدة طويلة كتبها تي. إس. إليوت بعد تحوله إلى الأنجليكانية، ونُشرت في 1930. وتتعامل مع الصراع الذي ينشأ عندما يتجه فردٌ غير مؤمن إلى الله.
يُشار إلى هذه القصيدة باعتبارها: «قصيدة تحول إليوت».

## وصلات خارجية
- أربعاء الرماد (بالإنكليزية)